# 赤木曠児郎

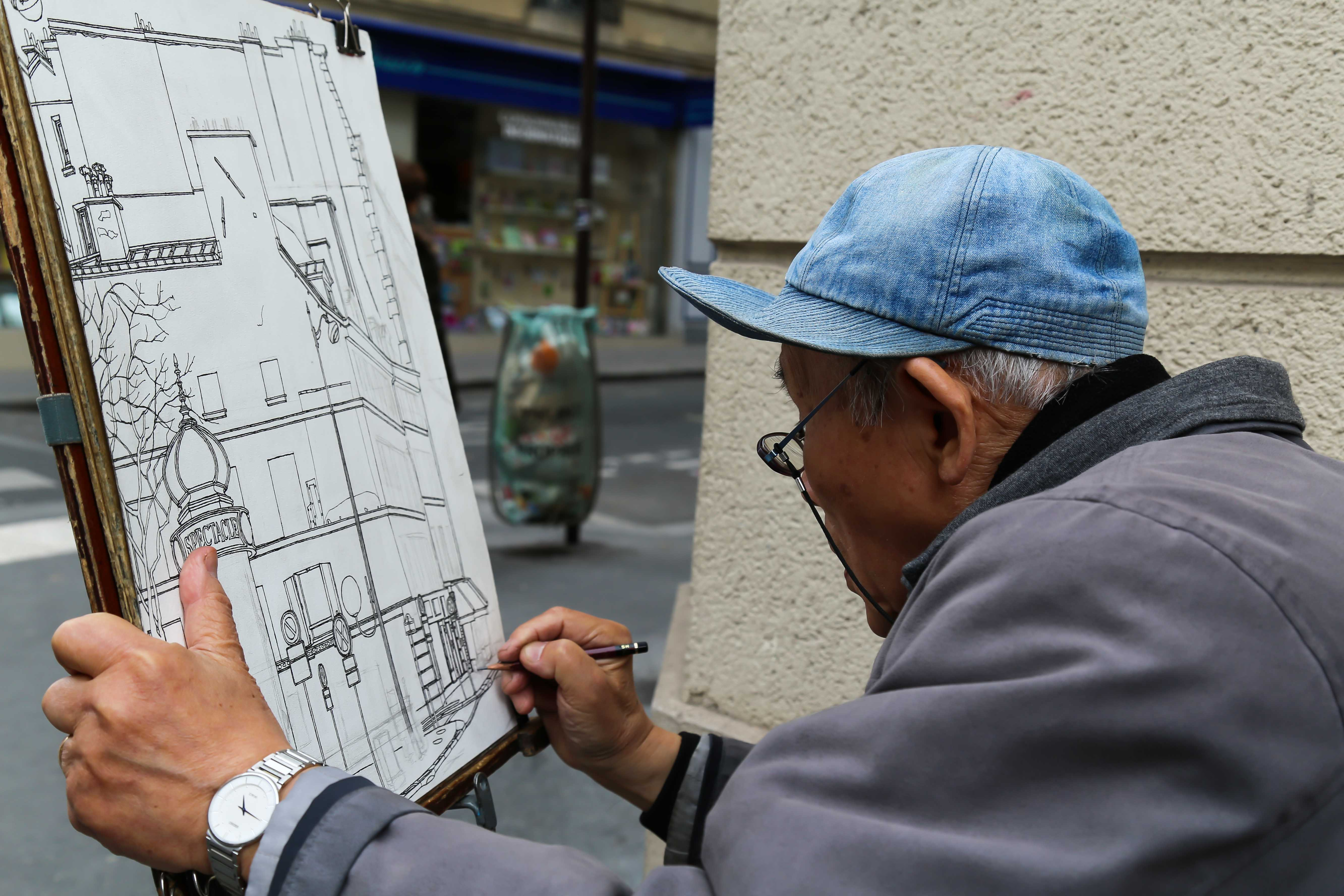

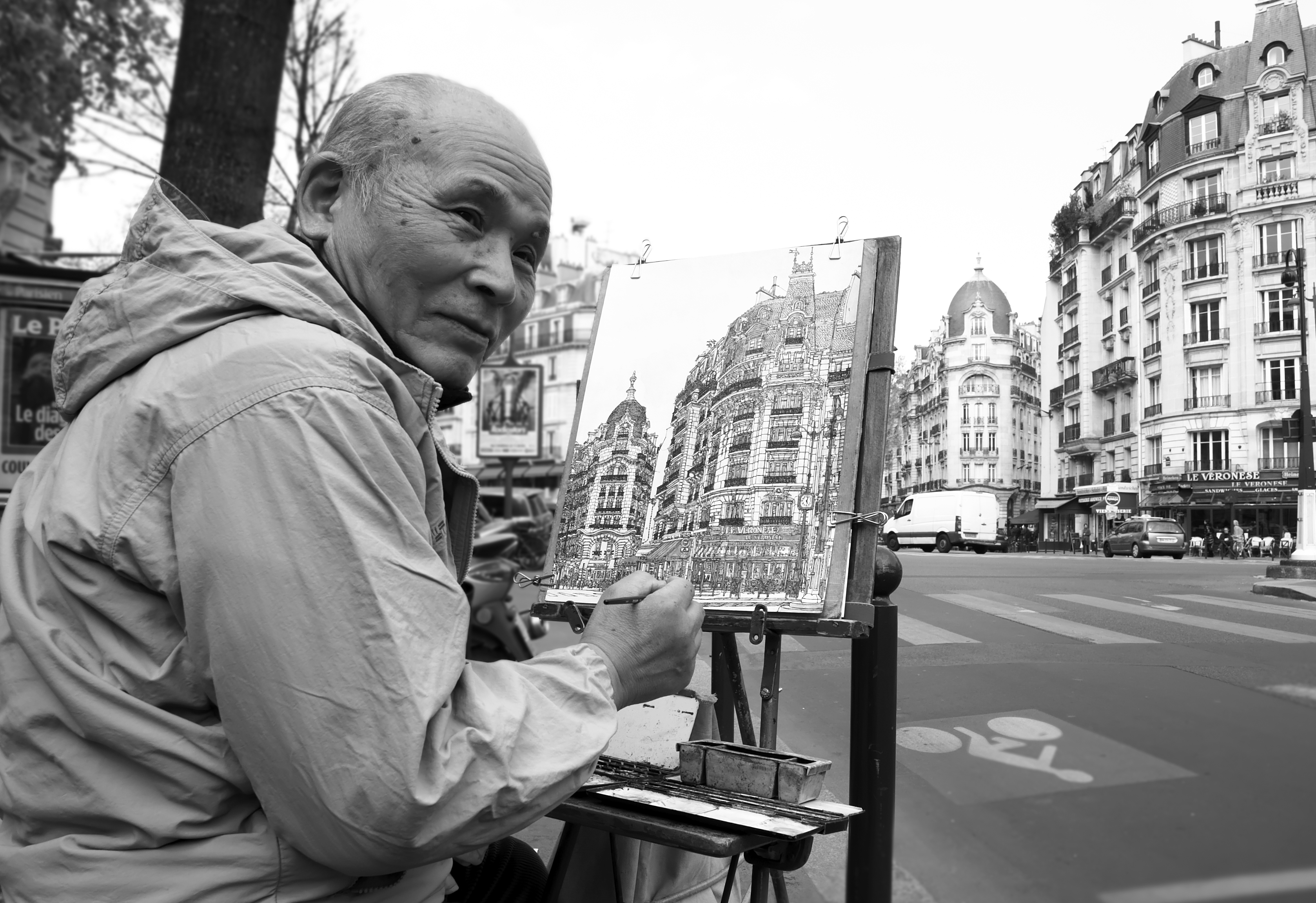

赤木 曠児郎（あかぎ こうじろう、1934年（昭和9年）1月3日 - 2021年（令和3年）2月15日）は、日本の洋画家。

## 人物
岡山県岡山市に生まれる。第2次大戦後、家が戦災で焼け出されたため各地移転。

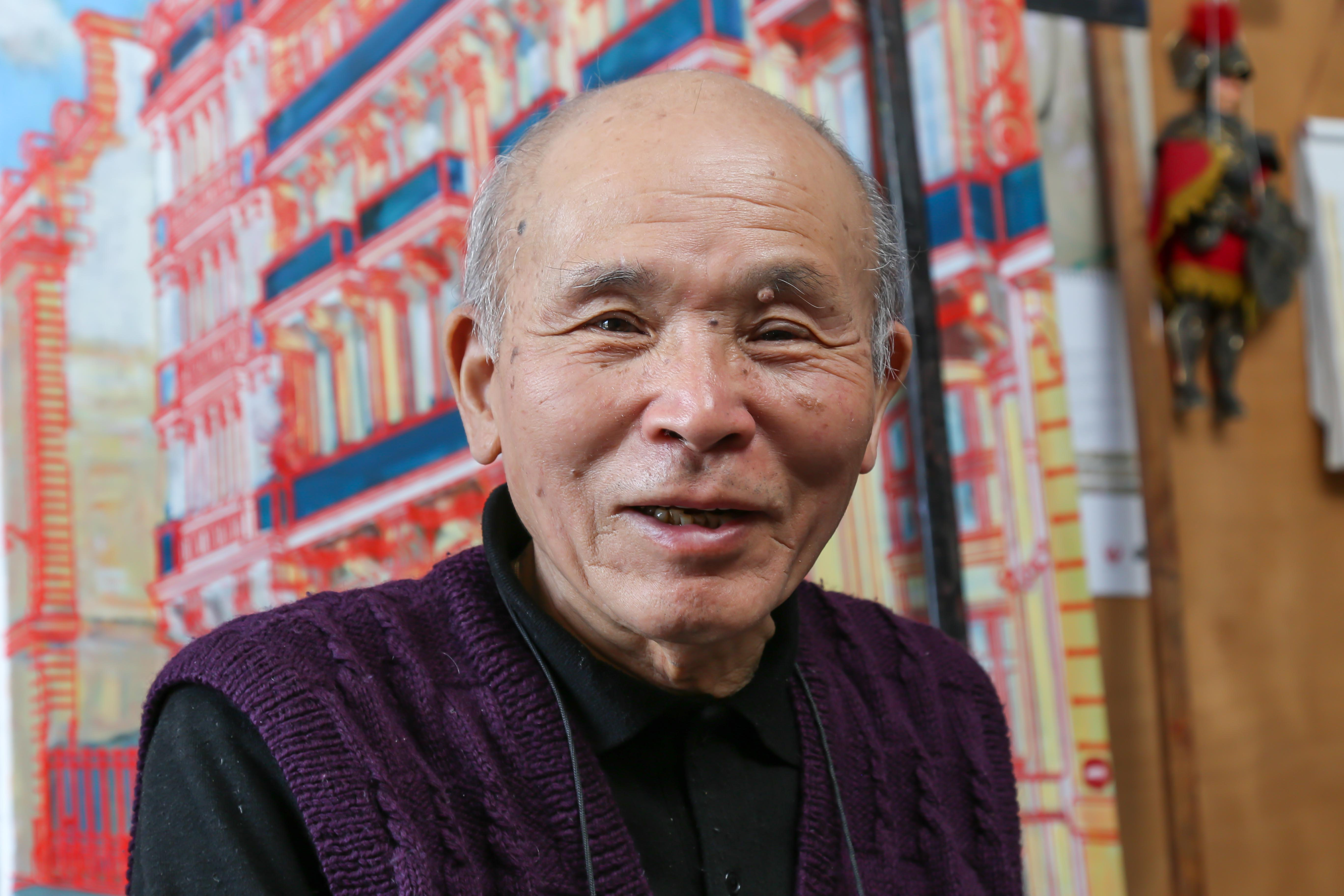

岡山大学理学部物理学科を卒業後フランスに渡り、長らくパリに在住していた。油彩、水彩、リトグラフによるパリ、フランスの風景を描き続ける。ル・サロン展油絵金賞を受賞し、終身無鑑査。その他フランス大統領賞、フランス学士院絵画賞受賞等。
また、岡山県の山陽放送に月に1回「パリ通信」、山陽新聞に「フランス日本・遠眼鏡」を寄稿している。

## 経歴
- 1934年（昭和9年） - 岡山市生まれ
- 1956年（昭和31年） - 国立岡山大学理学部物理学科卒
- 1963年（昭和38年） - 渡仏・パリ在住 パリ高等国立美術学校ブリアンション教室・マテー教室／外人聴講生在籍

（以来フランスの各種具象美術団体展に出品）
- 2021年（令和3年） - 2月初旬にパリから帰省した後、2月15日に岡山市の実家で死去[2]。

## 受賞
- 1971年（昭和46年） - サロン・デ・ザルチスト・フランセ (ル・サロン) 水彩画部金賞(フランス)
- 1974年（昭和49年） - サロン・デ・ザルチスト・フランセ (ル・サロン) 絵画部金賞・終身無鑑査(フランス)
- 1975年（昭和50年） - ツーロン美術館国際展第一席フランス大統領賞(フランス)
- 1994年（平成6年） - 紺綬褒章 (日本)
- 1998年（平成10年） - 紺綬褒章棒章 (日本)
- 2000年（平成12年） - カーニュシュールメール・グリマルディー美術館 国際美術展版画金賞 (フランス)
- 2002年（平成14年） - サロン・ナショナル・デ・ボザール (SNBA) 展ピュビス・ド・シャバンヌ賞(フランス)
- 2002年（平成14年） - 外務大臣表彰・銀盃 (日本)
- 2005年（平成17年） - 旭日小綬章 (日本)
- 2011年（平成23年） - サロン・ドートンヌ2011年絵画賞 友の会より受賞(フランス)
- 2014年（平成26年） - 芸術文化勲章シュバリエ (フランス)
- 2014年（平成26年） - フランス学士院2014年度ベルダゲー絵画賞 フランス芸術院より受賞(フランス)
- 2019年（平成31年） - パリ15区市民メダル（フランス）

- パリ15区、ブールジュ市、ツール市、デゼルチン市、マント・ラ・ジョリ市、グレ・シュール・ロアン市、キンシー・スー・セナール市、ル・プレッシ・トレビス市、カーニュ・シュール・メール市、ブロア市、ロワール・エ・シェール県庁等各地の展覧会に名誉主賓招待、県・市・金賞などを受賞している他に、渡仏以来ファッションジャーナリストとしても昭64年頃まで活躍、1975年（昭和50年）フランスモード産業振興功労ジャーナリストとして「金の針褒章」を、フランス婦人服プレタポルテ連盟から授与もされている。

## 展覧会 フランス
- 1978-1979 : «私のパリ» カルナバレ美術館（パリ）
- 1986 : "アカギのパリ アルシテクチュール"展 文部省国立女子高校生会館主催、日本大使館後援.
- 1993 : "アカギのパリ "展 三越エトワール  (パリ東京友好都市10周年記念)
- 1998 : "アカギのパリ "展 トロカデロ図書館.
- 2002 : "アカギ 日出る国から東のパリ"展 パリ20区区役所
- 2002 : «回顧招待作家展 キスリングとアカギ»サロン・デ・アンデパンダン.
- 2004 : "アカギのパリ40年 1963-2003" パリ市立カルバナレ美術館分室地下遺構美術館（パリ）.
- 2008 : "日仏交流150周年記念行事「マチュラン・メウーとアカギ"展 パリ9区区役所、ブルターニュ会館
- 2009 : "知られているアカギと未知のアカギ[3]" パリ5区区役所.
- 2012 : "ようこそ ! パリ8区" アカギ展 パリ8区区役所.
- 2015 : "アカギ サンタモン・モンロン ピラミッド"展 サンタモン・モンロン市
- 2016 : "アカギのパリ版画百景"展 ビランドリー城　ロワール地方
- 2019："85歳記念赤木曠児郎展 "パリ15区区役所

## 美術館収蔵
- 1975 ツーロン市立美術館, フランス
- 1979-1981, 1987, 1991-1993, 2013 パリ市立カルナバレ美術館 パリ (128作品: 3油絵、125水彩), フランス.
- 1981-2013 パリ市立セルヌスキー美術館, パリ、 (1油絵,1版画), フランス.
- 1981-2002 熱海MOA美術館 (2油絵、1水彩), 日本.
- 1991 バチカン美術館 (1油絵) イタリア
- 1993 上野の森美術館, 東京 (1油絵)
- 1993 京都府文化博物館 (1油絵), 日本.
- 1993-1998 岡山県立美術館 (5 油絵, 2 水彩、 53 山陽新聞連載挿絵原画), 日本.
- 1993-2005 倉敷市立美術館 (3 油絵), 日本.
- 1998-2009 ワコー美術館, 笠岡 (3 油絵), 日本.
- 2001 高梁市立成羽美術館 (1 水彩),日本.
- 2002-2014 グレ・シュール・ロン市立美術館 (1油絵、 2水彩),フランス.
- 2003-2005 パトリシア・クラーク美術館 (1油絵, 2水彩), アイオワ州, アメリカ.
- 2014 トゥルーズ-ロートレック美術館 (1 水彩), アルビ、フランス.

## その他収蔵
- 1971-1973 フランス国家買上げ (2油絵), フランス.
- 1983 岡山県立西大寺高等学校 (1油絵) 日本.
- 1986 文部省国立女子高校生会館 (1油絵) パリ, フランス.
- 1993 岡山市役所 (1油絵), 岡山、日本.
- 1996-2006 在仏日本国大使館 (1油絵、 2水彩),フランス.
- 1997 私立山陽女子高等学校, 岡山(1 油絵、 2版画）岡山,日本.
- 1998 パリ市立トロカデロ図書館 (1 版画) フランス.
- 2000 国立岡山大学  (1版画), 日本.
- 1975-2010 国立図書館, パリ (版画収蔵), フランス.
- 2011 パリ日本文化会館 (1油絵) , パリ, フランス.
- 2014 岡山県庁 (1油絵), 岡山, 日本.
- 2018 東京日仏会館（1油絵）, 東京, 日本.
- 2019 パリ15区区役所（1油絵）, パリ, フランス.

## 団体
- 名誉副会長 サロン・ナショナル・デ・ボザール (SNBA　フランス国民美術協会)
- 名誉理事 在仏日本人会
- 会員 日本美術家連盟
- 会員 サロン・ドトーンヌ
- 会員 サロン・デ・アンデパンダン
- 会友 サロン・デ・ザルチストフランセ（終身無鑑査）